# Norbert Kański
Norbert Kański (ur. 11 listopada 1998) – polski lekkoatleta, skoczek w dal.
Dwukrotny brązowy medalista halowych mistrzostw Polski (2018 & 2020). Stawał także na podium mistrzostw kraju w juniorskich kategoriach wiekowych.

## Rekordy życiowe
- Skok w dal (stadion) – 7,57 (2019)
- Skok w dal (hala) – 7,70 (2020)